# Singularidad (funciones analíticas)
Si {\displaystyle A\subset \mathbb {C} } es un conjunto abierto, y {\displaystyle f:A-\{z_{0}\}\longrightarrow \mathbb {C} } (donde {\displaystyle z_{0}\in A}) es una función analítica (i.e., {\displaystyle f} es una función analítica en todo conjunto abierto menos un punto), entonces se dice que {\displaystyle z_{0}} es una singularidad de la función. Existen tres tipos de singularidades:
1. Singularidad evitable: Si {\displaystyle \lim _{z\to z_{0}}(z-z_{0})f(z)=0}, la singularidad es evitable y es posible extender analíticamente la función a todo {\displaystyle A}. En este caso, la serie de Laurent de la función alrededor de este punto tiene todos sus coeficientes de índice negativo iguales a cero. Ejemplo: {\displaystyle 0} es una singularidad evitable de la función {\displaystyle f(z)=\sin(z)/z}, y se extiende mediante {\displaystyle f(0)=1}.

1. Polo: Si {\displaystyle \lim _{z\to z_{0}}f(z)=\infty }, entonces la singularidad es un polo. En este caso, se dice que la función es meromorfa. Se cumple que la serie de Laurent de la función alrededor de este punto tiene una cantidad finita de coeficientes de índice negativo no nulos. El último índice negativo cuyo coeficiente es no nulo se llama el orden del polo. Ejemplo: {\displaystyle 0} es un polo de orden 1 de la función {\displaystyle f(z)=1/z}.

1. Singularidad esencial: Si {\displaystyle \forall r>0,f(B(z_{0},r)-z_{0})} es un conjunto denso en {\displaystyle \mathbb {C} }, entonces la singularidad es esencial. En este caso, la serie de Laurent de la función alrededor de este punto tiene una cantidad infinita de coeficientes de índice negativo no nulos. Ejemplo: {\displaystyle 0} es una singularidad esencial de la función {\displaystyle f(z)=e^{1/z}}.

Se verifica que toda singularidad de una función analítica cae siempre dentro de uno y sólo uno de los casos recién listados.
- Datos: Q6129327